# Michael Rensing
Michael Rensing (Lingen, 1984. május 14. –) német labdarúgó, a német első osztályban szereplő Fortuna Düsseldorf kapusa.

## Pályafutása
Rensing szerb anyától és német apától született 1984-ben. Miután tizenkét évig védett szülővárosa TuS Lingen nevű csapatában, átigazolt a Bayern Münchenbe. Itt kapusként végigjárta a "szamárlétrát" (Bayern München Junior Csapat, Bayern München Amatőr), majd 2004. február 21-én bemutatkozott a felnőttek között, a Bundesligában. Első két meccsén (a Schalke és a Hamburg ellen) nem kapott gólt, ám így is évekig csak cserekapus volt Oliver Kahn mögött, alig lépehetett pályára. Majd 2008 nyarán Kahn visszavonult, s Rensing ettől kezdve első számú kapusnak számít a Bayern Münchennél. Ám a lehetőséggel nem tudott élni. Sorozatos hibákat követett el amit az követett, hogy a veterán Hans-Jörg Butt vette át a helyét a 2009-es év vége felé. Rensing ekkor még 2. számú kapusnak számított és a 2010-es szezont végig ülte Butt mögött. Ám az új 2011-es szezonra már a fiatal és tehetséges Thomas Kraft is megelőzte így még a padról is leszorult (Kraft végül Butt-ot is kiszorította). Rensing az egész őszt csapat nélkül töltötte, de akkor az 1. FC Köln kapusa Faryd Mondragón eligazolt Németországból és Rensing-nek ismét alkalom nyílt a bizonyításra és a téli átigazolási időszakban a Köln lecsapott rá. Jelenleg ő az első számú kapus.

## A német utánpótlás válogatottban
Rensing a német U21-es labdarúgó-válogatott tagjaként ott volt a 2004-es és a 2006-os U21-es Európa-bajnokságon. Előbbin Tim Wiese mögött nem jutott szerephez, utóbbin azonban már kezdőkapus volt.

## Érdekességek
- Rensinggel a kapuban a Bayern kétszer kapott ki Bundesliga-mérkőzésen a Werder Bremen ellen 2-5-re, a Hannover ellen 1-0-ra. A Hannover gólját Huszti Szabolcs szerezte.
- Mikor a Bayern Belgrádban játszott UEFA-kupa-mérkőzést, Rensing meglátogatta ott élő édesanyját. Ez azonban nem tetszett Uli Hoeneßnek, a Bayern korábbi nagyszerű csatárának, jelenlegi klubmenedzserének, aki azt nyilatkozta az eset után: "Egy UEFA-kupa-mérkőzés nem rokonlátogatás. Rensingnek még sokat kell fejlődnie". A találkozót a bajorok nyerték 3–2-re a Crvena Zvezda ellen.

## Sikerei, díjai
- Német ligakupa-győztes: 2007
- Német kupa-győztes: 2005, 2006, 2008, 2010
- Bundesliga-győztes (német bajnok): 2005, 2006, 2008, 2010
- a német harmadik liga déli osztályának bajnoka: 2004
- U17-es német bajnok: 2001
- U19-es német bajnok: 2002

## Külső hivatkozások
- Profil a Bayern München hivatalos honlapján (angolul)
- Pályafutása statisztikái a fussballdaten.de-n (németül)
- További adatok angolul